# 田島國彦
田島 國彦（たじま くにひこ、1969年5月27日 - ）は、日本の政治活動家、元国会議員公設秘書。中島政希元衆議院議員の政策担当秘書として務めた。NPO法人公共政策研究所 常務理事・主任研究員。
2009年の第45回衆議院議員総選挙では民主党群馬県衆議院選対本部事務局長を務めた。群馬県太田市出身。

## 人物
群馬県立太田高等学校、早稲田大学社会科学部卒業。足利銀行退職後、新党さきがけ群馬県本部事務局長、民主党群馬県総支部連合会常任理事を経て、鳩山由紀夫、石関貴史の秘書、中島政希の政策担当秘書を歴任。
大学卒業後、足利銀行に就職するが新党さきがけの群馬県本部設立の際、銀行を退職し事務局入りする。当時、さきがけ群馬代表代行であった中島政希（元衆議院議員）に師事。
2005年（平成17年） 第44回衆議院議員総選挙に初立候補。群馬5区で小渕優子に挑むも落選。その後、2007年（平成19年） 県政一新を掲げ群馬県議会議員選挙に太田市区より挑戦するが落選。
2010年（平成22年）11月30日 平成23年群馬県議会議員選挙出馬を表明。地方議員年金や費用弁済の廃止など地方議員の特権廃止や、八ッ場ダムの建設中止を公約に掲げ、再挑戦するが落選。
2011年（平成23年）12月24日 中島政希が八ッ場ダム建設継続に抗議し民主党を離党。同氏と行動を共にし、即日、民主党離党を表明。

## 略歴

### 経歴
- 1982年（昭和57年）3月 太田市立強戸小学校卒業
- 1985年（昭和60年）3月 太田市立強戸中学校卒業
- 1988年（昭和63年）3月 群馬県立太田高等学校卒業
- 1992年（平成4年）
  - 3月 早稲田大学社会科学部卒業
  - 4月 足利銀行入行（新田支店配属）
- 1995年（平成7年）6月 新党さきがけ群馬県本部 事務局長
- 1997年（平成9年）6月 民主党群馬県第4区総支部 事務局長
- 2002年（平成14年）
  - 7月 倉渕ダム凍結をめざす市民の会 事務局長
  - 9月 NPO法人公共政策研究所 常務理事（現職）
- 2003年（平成15年）5月 民主党群馬県総支部連合会常任幹事
- 2004年（平成16年）8月 民主党国会議員候補者公募試験 合格
- 2005年（平成17年）
  - 5月 衆議院議員鳩山由紀夫秘書
  - 8月 民主党群馬県総支部連合会副会長
- 2007年（平成19年）4月 衆議院議員石関貴史秘書
- 2010年（平成22年）4月 衆議院議員中島政希政策担当秘書（現職）
- 2011年（平成23年）12月　民主党離党

### 政歴
- 2005年（平成17年） 第44回衆議院議員総選挙に群馬県第5区から民主党公認で立候補し落選（得票52,394）。
- 2007年（平成19年） 群馬県議会議員選挙に太田市区より挑戦するが落選（得票6,061）。
- 2011年（平成23年） 群馬県議会議員選挙に太田市区より再挑戦するが落選。

## 著書・論文等
- 2004年（平成16年）8月 「倉渕ダム凍結への軌跡」（単著 NPO法人高崎国際センター刊行）
- 2004年（平成16年）8月 「参議院選挙と群馬の民主党」（論文・サンデージャーナル掲載）